# Майкъл Андерсън
Майкъл Филип Андерсън (на английски: Michael Philip Anderson) (16 април 1956 – 1 февруари 2003 г.) е астронавт от НАСА, загинал на борда на космическата совалка Колумбия, мисия STS-107.

## Образование
Майкъл Андерсън завършва колежа Cheney High Schoolq Чийни, Вашингтон през 1977 г. Получава бакалавърска степен по физика и астрономия от университета на Вашингтон през 1981 г. През 1990 г. получава магистърска степен по физика от университета Крейгтън, Омаха, Небраска.

## Военна кариера
Майкъл Андерсън постъпва на служба в USAF през 1981 г. в авиобазата Кийслър, Мисисипи с чин младши лейтенант. През 1986 г.започва обучение за пилот в авиобазата Ванс, Оклахома. След това е назначен в Стратегическото командване на САЩ. От януари 1991 до септември 1992 г. е командир и инструктор в 920-а поддържаща ескадрила, базирана в авиобазата Уиърсмит, Мичиган. От септември 1992 до февруари 1995 г. е инструктор и тактически офицер в 380-а поддържаща ескадрила в Платсбърг, Ню Йорк. Има нальот от над 3000 полетни часа на самолети KC-135 Стратотанкер и T-38.

## Служба в НАСА
На 12 декември 1994 г. Майкъл Андерсън е избран за астронавт от НАСА, Астронавтска група №15. От есента на 2000 г. получава назначение като специалист на мисия STS-107.

### Космически полети
Участник е в два космически полета и има 593 часа в космоса. Майкъл Андерсън загива на 43 г. възраст заедно с останалите шестима астронавти от екипажа на космическия кораб Колумбия, мисия STS-107.
| Космически полети на Майкъл Филип Андерсън                       | Космически полети на Майкъл Филип Андерсън | Космически полети на Майкъл Филип Андерсън | Космически полети на Майкъл Филип Андерсън | Космически полети на Майкъл Филип Андерсън | Космически полети на Майкъл Филип Андерсън | Космически полети на Майкъл Филип Андерсън |
| №                                                                | Дата                                       | КК                                         | Емблема на мисията                         | Функции                                    | Продължителност                            |                                            |
| ---------------------------------------------------------------- | ------------------------------------------ | ------------------------------------------ | ------------------------------------------ | ------------------------------------------ | ------------------------------------------ | ------------------------------------------ |
| 1                                                                | 22 януари 1998                             | „Индевър“, мисия STS-89                    |                                            | Специалист на мисията                      | 8 денонощия 19 часа 48 минути 04 сек.      |                                            |
| 2                                                                | 16 януари 2003                             | „Колумбия“, мисия STS-107                  |                                            | Специалист на мисията                      | 15 денонощия 22 часа 20 минути 32 сек.     |                                            |
| Сумарно време в космоса – 24 денонощия 18 часа 08 минути 36 сек. |                                            |                                            |                                            |                                            |                                            |                                            |

## Награди
- На 3 февруари 2004 г. Майкъл Андерсън е награден (посмъртно) от Конгреса на САЩ с Космически медал на честта – най-високото гражданско отличие за изключителни заслуги в областта на аерокосмическите изследвания.
- Медал на НАСА за участие в космически полет.
- Медал на НАСА за отлична служба.
- Медал за отлична служба в националната отбрана.
- Медал за похвална служба.